# 옥주현
옥주현(玉珠鉉, 1980년 3월 20일 ~ )은 대한민국의 가수이자 뮤지컬 배우이다.

## 학력
- 서울삼릉초등학교 (졸업)
- 언주중학교 (졸업)
- 광남고등학교 (졸업)
- 경희대학교 연극영화학과 (학사)

## 생애
삼릉초등학교, 언주중학교를 졸업하고 광남고등학교에 재학 중이던 1998년 5월 12일 대한민국 여자 아이돌 그룹 핑클의 메인보컬로 데뷔했다. 당시 옥주현은 성악가 지망생이었으나 핑클을 계기로 성악이 아닌 대중가요 방향으로 진로를 결정하게 된다. 2000년 경희대학교 연극영화과에 입학해 2005년 졸업했다. 소속 그룹 핑클이 개인 활동을 시작하면서 2002년 《옥주현의 별이 빛나는 밤에》 DJ로 개인 활동을 시작했고, 이듬해 2003년 첫 번째 솔로 앨범 《Nan》을 발매했다. 이후 현재까지 가수, MC, 뮤지컬 배우, CEO 등 다양한 분야에서 활동을 하고있다. 2009년에는 동서울대학 공연예술학부 겸임 교수로, 2010년부터는 디지털서울문화예술대학교 실용음악학과 및 연극영화학과 교수로 임명되었다. 현재는 꾸준히 뮤지컬 활동에 매진 중이다. 또한 대한가수협회(회장 김흥국)에 이사로 임명되어 있다.

### 데뷔
옥주현은 1998년 대한민국 아이돌 그룹 핑클로 데뷔했다. 1997년 MBC 라디오 〈최할리의 내일로 가는 밤〉에서 머라이어 캐리의 ‘HERO’를 부르는 것을 들은 기자가 DSP 엔터테인먼트 이호연 사장에게 연락하면서 가수의 길에 인연이 닿게 됐다. 핑클의 메인보컬을 맡은 옥주현은 데뷔 음반을 포함, 4장의 정규 앨범과 2장의 스페셜 음반, 1번의 디지털 싱글을 발매했다. 대한민국 여자 그룹 사상 최초 두번의 대상 수상, 두 차례 대규모 단독 콘서트 개최를 통해 남녀노소 불문하고 핑클빵과 더불어 사랑 받았고 이후 개별 활동에 집중하면서 각각의 이미지 제고에도 성공해 각기 뚜렷한 개성으로 사랑을 받고 있다.

### 솔로의 도약, 가수 활동 및 예능
2002년 6월, 핑클은 정규활동 앨범을 접고 본격적인 개별 활동에 나섰다. 옥주현은 데뷔 전 '별밤뽐내기'에 참여하는 등 깊은 인연이 있는 라디오 〈별이 빛나는 밤에〉의 DJ로 개별 활동의 스타트를 끊었다. 2002년 4월 1일부터 시작해 2006년 10월 1일까지 진행하는 동안 동시간대 청취율 1위를 기록하였다. 2003년 6월 1일 솔로 음반을 세상에 알리는 첫 방송을 가진 뒤, 2일엔 첫 번째 솔로 앨범 《Nan》을 발매했다. 팝페라라는 장르의 타이틀곡 〈난(亂)〉은 MBC 〈음악캠프〉에서 2위까지 올랐다. 2004년에는 두 번째 솔로 앨범 《L' Ordeur Original》, 2008년 세 번째 솔로 앨범 《Remind》로 활동했다. 2002년 유정현 아나운서와 공동 진행을 맡은 SBS 〈카운트 다운〉, 2004~2005년 〈아이엠〉, KBS2 〈여걸파이브〉, MBC 〈음악캠프〉, 2005~2006년 〈TV 박스오피스〉, 2006년 〈황금어장〉 등의 프로그램과 한국뮤지컬대상, 더 뮤지컬 어워즈의 진행도 맡았다. 2011년 5월부터 7월까지 MBC 〈나는 가수다 시즌1〉에 출연하며 '천일동안'을 시작으로 '사랑이 떠나가네', '남자는 배, 여자는 항구' 등의 곡들을 남겼다. 10월에는 단독 첫 팬미팅을 가지며 팬들과 만났고, 같은 해 12월엔 단독 첫 콘서트를 성황리에 마무리했다. 2013년 디지털 싱글 '지혈'을 발매했고, 이밖에 다양한 드라마 OST 등의 분야에 참여하고 있다.

### 제2의 시작, 뮤지컬 배우

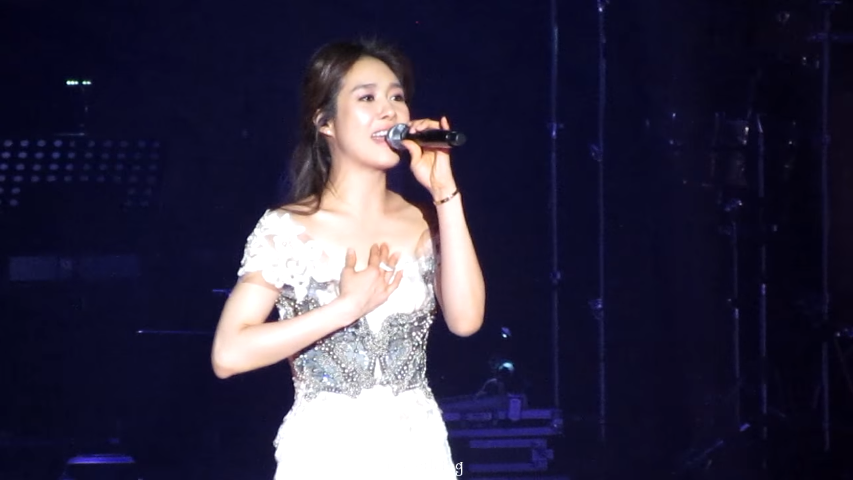
2015년 2월 15일 박효신의 콘서트에서 초대 손님으로 〈Rebecca〉를 공연하는 옥주현.

핑클 시절부터 옥주현은 “뮤지컬이 하고 싶다.”고 여러 번 밝힌 바 있다. 마침내 2005년, 오디션을 통해 뮤지컬 《아이다》의 타이틀롤인 주인공 아이다로 8개월간 무대에 섰다. 가수의 뮤지컬 출연은 오래전부터 있어온 일이었지만 옥주현처럼 높은 인지도를 갖고 있던 아이돌 출신이 뮤지컬 배우로 변신한 일은 없었다. 그런 이유로 오랜 기간 선입견과 싸워야만 하기도 했다. 첫 작품이었던만큼 데뷔작에선 다소 아쉬운 점도 드러냈지만 2007~2010년 《시카고》의 록시로, 2008~2009년 《캣츠》의 그리자벨라로, 5개월간 탭댄스를 연마해 페기소여로 출연한 2009년 《브로드웨이 42번가》등 작품마다 성공적인 변신으로 자신만의 필모그래피를 쌓아갔다. 그런 노력이 빛을 발하며 각종 뮤지컬 시상식에서 여우신인상부터 여우주연상, 인기상 등을 수상했다. 2010년 뮤지컬 《몬테크리스토》로 유럽 뮤지컬과 첫 인연을 맺었다. 뮤지컬 배우로 변신한지 4년만에 데뷔작인 《아이다》로 돌아와 원캐스트로 공연하며 초연 때보다 한층 성장한 모습을 보여줬다. 이후 《아가씨와 건달들》에서 오랜만에 코믹 연기를 선보였고, 2012년 오스트리아 뮤지컬 《엘리자벳》의 타이틀롤을 맡아 한층 원숙하고 안정된 노래와 연기를 보여주며 같은 해 두 개의 여우주연상을 휩쓸었다. 11월부터는 신작 《황태자 루돌프》에서 새로운 캐릭터로 변신하고, 2013년에는 알프레드 히치콕의 영화로도 잘 알려진 뮤지컬 《레베카》를 통해 첫 악역에 도전했다.

### 기타 활동
옥주현은 대표이사로 지인과 요가 스튜디오 EVER를 2005년 11월 28일에 설립했다. 설립 기념 파티에는 핑클 멤버들을 비롯하여 셀러브리티들이 축하 방문을 했다. 현재는 운영을 잠정 중단했다. 2009년 3월부터는 동서울대학 공연예술학부에서 겸임교수로 학생들을 가르쳤으며, 2010년에는 디지털서울문화예술대학교에서 후학 양성에 힘썼다. 2012년에는 오디션 프로그램 메이드 인 유에서 후배들을 선발하는 아이돌마스터로 활약했다. 가수 활동도 겸하고 있다.

## 기타
- 원래 옥주현은 성악과 대입을 준비하여 성악가가 되려고 하였다. 그런데 모종의 사유로 성악과에 입학하기 일보직전에 이호연 DSP미디어 대표의 권유로 DSP 미디어에 입사했으며 그렇게 발탁되어 핑클의 메인보컬이 되었다.

## 앨범

### 정규 음반
|     | 음반명                 | 발매일           | 타입     | 기타 |
| --- | ---------------------- | ---------------- | -------- | ---- |
| 1집 | Nan                    | 2003년 6월 2일   | CD, TAPE |      |
| 2집 | L' Ordeur Original     | 2004년 11월 15일 | CD, TAPE |      |
| 3집 | Remind (옥주현의 음반) | 2008년 6월 12일  | CD       |      |

### 비정규 음반
|             | 음반명                                                     | 발매일           | 타입 | 기타 |
| ----------- | ---------------------------------------------------------- | ---------------- | ---- | ---- |
| 미니 앨범   | Reflection                                                 | 2013년 3월 5일   | CD   |      |
| 뮤지컬 앨범 | Gold                                                       | 2014년 8월 21일  | CD   |      |
| 라이브 앨범 | Musical debut 10th anniversary concert 'vOKal 2016' part.1 | 2016년 8월 4일   | CD   |      |
| 라이브 앨범 | Musical debut 10th anniversary concert 'vOKal 2016' part.2 | 2016년 11월 29일 | CD   |      |

### 참여 음반
2002년
- 3월 12일 김현철 앨범 《...그리고 김현철》 - 〈Believe What I Say〉
- 5월 23일 《나쁜 여자들 O.S.T.》 - 〈영원히〉

2004년
- 12월 24일 통일기념 스폐셜 음반 《사랑LOVE》 - 〈그 날이 오면〉, 〈우리는〉

2005년
- 5월 12일 MC몽 앨범 《His Story》 - 〈홈런〉
- 6월 16일 이승철 앨범 《A Walk To Remember》 - 〈축복합니다〉

2006년
- 1월 23일 《그 여자 O.S.T.》 - 〈My Love〉, 〈미안해요〉
- 4월 13일 김형석 앨범 《김형석 with friends》 - 〈아름다운 이별〉
- 9월 14일 손호영 앨범 《Yes!!!》 - 〈해피바이러스〉

2007년
- 4월 6일 SG워너비 앨범 《The Sentimental Chord》 - 〈한 여름날의 꿈〉
- 12월 11일 M TO M 앨범 《The Colorful Voices》 - 〈손에 손 잡고〉

2008년
- 10월 9일 손호영 앨범 《Returns》 - 〈눈코입〉

2009년
- 4월 20일 《신데렐라맨 O.S.T.》 - 〈사랑한단 말못해〉
- 7월 3일 The Ray 앨범 《SS LIFE 2nd》 - 〈이별복습〉

2010년
- 5월 10일 《커피하우스 O.S.T.》 - 〈페이지원〉

2012년
- 7월 13일 《닥터 진 O.S.T.》 - 〈연리지〉

2013년
- 2월 8일 《대풍수 O.S.T.》 - 〈그대란 이름만으로〉

2014년
- 10월 31일 신혜성 앨범 《Once Again》 - 〈사랑...후에〉

2017년
- 9월 19일 홍광호 앨범 《무대에서 보낸 편지》 - 〈그게 나의 전부란 걸〉

2018년
- 6월 29일 《같이 살래요 O.S.T.》 - 〈사랑한다는 말〉

2019년
- 11월 2일 《나의 나라 O.S.T.》 - 〈기억의 풍경 위에 그대가 서 있다〉

2021년
- 8월 11일 故 김현식 30주기 헌정앨범 《추억 만들기》 - 〈사랑했어요〉

2022년
- 8월 16일 카이 앨범 《KAI ON MUSICAL (카이 온 뮤지컬)》 - 〈내가 숨 쉴 곳 (ALL I DO)〉

## 활동 내역

### 라디오 DJ
- 2002년 ~ 2006년 MBC 표준FM 《별이 빛나는 밤에》
- 2010년 ~ 2011년 KBS 쿨FM 《옥주현의 가요광장》

### MC
- 2002년 MBC 제20회 《창작동요제》
- 2002년 SBS 《카운트다운》
- 2003년 MBC 제21회 《창작동요제》
- 2004년 ~ 2005년 KBS 《해피선데이》 - 여걸파이브
- 2004년 MBC 《음악캠프》
- 2004년 SBS 《아이엠》
- 2005년 제11회 《한국뮤지컬대상시상식》
- 2005년 MBC 《드림 드림 드림》
- 2005년 ~ 2006년 SBS 《TV 박스오피스》
- 2006년 MBC 《황금어장》
- 2006년 6월 17일 MBC 환경콘서트 《함께하는 꿈 2006》
- 2006년 SBS 《2006 할리우드 볼 음악대축제》
- 2006년 SBS 《2006 독일월드컵 출정식 감동! 대한민국》
- 2006년 ~ 2007년 tvN 《옥주현의 Like A Virgin》
- 2007년 tvN 《옥주현의 나쁜 여자》
- 2008년 MBC 제26회 《창작동요제》
- 2008년 제2회 《더 뮤지컬 어워즈》 MC
- 2009년 Olive 《옥주현의 Under the Sea》

### 예능
- 2011년 MBC 《나는 가수다》
- 2017년 MBC 《미스터리 음악쇼 복면가왕》 61, 62대 가왕 - 참 잘했어요! 바른생활 소녀 영희!
- 2017년 4월 29일 JTBC 《아는형님》 73화
- 2020년 4월 2일 OLIVE 《밥블레스유 2》
- 2020년 4월 JTBC 《팬텀싱어3》
- 2021년 11월 13일 JTBC 《아는형님》 306회
- 《방과후 설렘》 고정출연 - 3학년 담임선생님

### 드라마
- 2011년 SBS 《더 뮤지컬》 배강희 역

### 영화
- 2024년 영화 《엘리자벳: 더 뮤지컬 라이브》 엘리자벳 역

### 성우
- 2005년 영화 《발리언트》 빅토리아 역 더빙

### 기타
- 2014년 인천 아시안게임 개막식

## 공연 목록

### 뮤지컬 작품
| 작품명               | 공연 기간   | 배역                      | 극장                              | 비고 |
| -------------------- | ----------- | ------------------------- | --------------------------------- | ---- |
| 아이다               | 2005 ~ 2006 | 아이다                    | 서울 LG아트센터                   |      |
| 시카고               | 2007        | 록시                      | 서울 세종문화회관 대극장          |      |
| 시카고               | 2008        | 록시                      | 서울 국립중앙극장 해오름극장      |      |
| 캣츠                 | 2008 ~ 2009 | 그라자벨라                | 서울 샤롯데씨어터                 |      |
| 시카고               | 2009        | 록시                      | 성남아트센터 오페라하우스         |      |
| 브로드웨이 42번가    | 2009        | 페기 소여                 | 서울 LG아트센터                   |      |
| 시카고               | 2010        | 록시                      | 성남아트센터 오페라하우스         |      |
| 몬테크리스토         | 2010        | 메르세데스                | 서울 유니버설아트센터             |      |
| 아이다               | 2010 ~ 2011 | 아이다                    | 성남아트센터 오페라하우스         |      |
| 몬테크리스토         | 2011        | 메르세데스                | 서울 LG아트센터                   |      |
| 아가씨와 건달들      | 2011        | 아들레이드                | 서울 LG아트센터                   |      |
| 엘리자벳             | 2012        | 엘리자벳                  | 서울 블루스퀘어 삼성전자홀        |      |
| 황태자 루돌프        | 2012 ~ 2013 | 마리 베체라               | 서울 충무아트홀 대극장            |      |
| 레베카 (뮤지컬)      | 2013        | 댄버스 부인               | 서울 LG아트센터                   |      |
| 엘리자벳             | 2013        | 엘리자벳                  | 서울 예술의전당 오페라극장        |      |
| 위키드               | 2013 ~ 2014 | 엘파바                    | 서울 샤롯데씨어터                 |      |
| 레베카 (뮤지컬)      | 2014        | 댄버스 부인               | 서울 블루스퀘어 삼성전자홀        |      |
| 마리 앙투아네트      | 2014 ~ 2015 | 마리 앙투아네트           | 서울 샤롯데씨어터                 |      |
| 엘리자벳             | 2015        | 엘리자벳                  | 서울 블루스퀘어 삼성전자홀        |      |
| 마타하리             | 2016        | 마타하리                  | 서울 블루스퀘어 삼성전자홀        |      |
| 스위니 토드          | 2016        | 러빗 부인                 | 서울 샤롯데씨어터                 |      |
| 매디슨 카운티의 다리 | 2017        | 프란체스카                | 서울 충무아트홀 대극장            |      |
| 마타하리             | 2017        | 마타하리                  | 서울 세종문화회관 대극장          |      |
| 레베카 (뮤지컬)      | 2017        | 댄버스 부인               | 서울 블루스퀘어 삼성전자홀        |      |
| 안나 카레니나        | 2018        | 안나 카레니나             | 서울 예술의전당 오페라극장        |      |
| 엘리자벳             | 2018 ~ 2019 | 엘리자벳                  | 서울 블루스퀘어 인터파크홀        |      |
| 스위니 토드          | 2019        | 러빗 부인                 | 서울 샤롯데씨어터                 |      |
| 레베카 (뮤지컬)      | 2019 ~ 2020 | 댄버스 부인               | 서울 충무아트센터                 |      |
| 마리 퀴리            | 2020        | 마리 퀴리                 | 서울 홍익대 대학로아트센터 대극장 |      |
| 몬테크리스토         | 2020 ~ 2021 | 메르세데스                | 서울 LG아트센터                   |      |
| 위키드               | 2021        | 엘파바                    | 서울 블루스퀘어 인터파크홀        |      |
| 레베카 (뮤지컬)      | 2021 ~ 2022 | 댄버스 부인               | 서울 충무아트센터                 |      |
| 마타하리             | 2022        | 마타하리                  | 서울 샤롯데씨어터                 |      |
| 엘리자벳             | 2022        | 엘리자벳                  | 서울 블루스퀘어 인터파크홀        |      |
| 베토벤               | 2023        | 안토니 브렌타노           | 서울 예술의 전당 오페라극장       |      |
| 레드북               | 2023        | 안나                      | 서울 홍익대 대학로아트센터 대극장 |      |
| 베토벤 시즌 2        | 2023        | 안토니 브렌타노           | 서울 세종문화회관 대극장          |      |
| 레베카 (뮤지컬)      | 2023        | 댄버스 부인               | 서울 블루스퀘어 신한카드홀        |      |
| 레베카 (뮤지컬)      | 2023 ~ 2024 | 댄버스 부인               | 서울 LG아트센터 LG 시그니쳐홀     |      |
| 마리 앙투아네트      | 2024        | 마그리드 아르노           | 서울 디큐브 링크 아트센터         |      |
| 베르사유의 장미      | 2024        | 오스칼 프랑소와 드 자르제 | 서울 충무아트센터                 |      |
| 마타하리             | 2024 ~ 2025 | 마타하리                  | 서울 LG아트센터 LG 시그니쳐홀     |      |
| 보이스 오브 햄릿     | 2025        | 햄릿                      | 서울 국립극장 하늘극장            |      |
| 마리 퀴리            | 2025        | 마리 퀴리                 | 서울 광림아트센터 BBCH홀          |      |

### 콘서트
- 2011년 《옥주현 첫 솔로 콘서트 OCK JOO HYUN 1st CONCERT (단독 콘서트)》(서울 블루스퀘어 삼성카드홀 2011.12.11)
- 2016년 《옥주현 뮤지컬 데뷔 10주년 콘서트 VOKAL (단독 콘서트)》(서울 블루스퀘어 삼성카드홀 2016.01.22~01.23)
- 2018년 《옥주현 뮤지컬 콘서트 VOKAL 2 (단독 콘서트)》(서울 LG아트센터 2018.03.17~03.18)
- 2018년 《옥주현 데뷔 20주년 음악회 TO FLY HIGHER (단독 콘서트)》(서울 롯데콘서트홀 2018.07.14~07.15)

## 저서
- 2005년 5월 28일 에세이 《다이어트 & 요가》 출간
- 2013년 9월 23일 에세이 《내 몸의 바운스를 깨워라》 출간

## DVD
- 2005년 DVD/VHS 《옥주현의 다이어트 & 요가》 발매
- 2006년 DVD 《옥주현의 다이어트 & 요가Ⅱ》 발매
- 2014년 DVD 《옥주현 필라테스 & 발레 스트레칭 : A Valuable Life》 발매

## 광고
2004년
- 청바지 《OZZANG》

2005년
- 음료 《파스퇴르》, 패스트푸드 《롯데리아》, 화장품 《클라란스》, 쇼핑몰 《G마켓》 - '카메오 출연', 아이스크림 《롯데제과 빙고바》

2006년
- 여성용품 《예지미인》, 음료 《쾌변 요구르트》

2007년 ~ 2008년
- 삼성에어컨 《하우젠》 시스템 에어컨

2008년
- 《대한양계협회》

2009년 ~ 2010년
- 일동제약 《아로나민 씨플러스》

2010년
- 일동제약 《메디폼》, 해열진통제 《캐롤에프》

2018년
- 일동제약 《아로나민 씨플러스》

## 수상 경력
- 2002년 MBC 연기대상 라디오부문 우수상 (별이 빛나는 밤에)
- 2005년 MBC 연기대상 라디오부문 최우수상 (별이 빛나는 밤에)
- 2005년 제11회 한국뮤지컬대상 여자신인상 (아이다)
- 2008년 제2회 더 뮤지컬 어워즈 여우주연상 (시카고)
- 2009년 제3회 더 뮤지컬 어워즈 인기상 (캣츠)
- 2009년 제3회 대구국제뮤지컬페스티벌 어워즈 올해의 스타상
- 2010년 제1회 서울문화예술대상 뮤지컬배우 대상
- 2010년 제4회 대구국제뮤지컬페스티벌 어워즈 올해의 스타상
- 2010년 제6회 골든티켓어워즈 여우주연상
- 2012년 제6회 더 뮤지컬 어워즈 여우주연상 (엘리자벳)
- 2012년 제18대 한국뮤지컬대상 여우주연상 (엘리자벳)
- 2012년 제8회 골든티켓어워즈 여자배우상 (엘리자벳,황태자 루돌프)
- 2013년 제7회 더 뮤지컬 어워즈 여우조연상 (레베카)
- 2013년 제7회 대구국제뮤지컬페스티벌 어워즈 스타상 (엘리자벳, 황태자 루돌프)
- 2013년 제19회 한국뮤지컬대상 인기상 (레베카)
- 2013년 제9회 골든티켓어워즈 여자배우상
- 2014년 제10회 골든티켓어워즈 여자배우상
- 2016년 제7회 대한민국 대중문화예술상 문화체육관광부장관 표창
- 2016년 제5회 예그린뮤지컬어워드 여자인기상 (마타하리)
- 2017년 제13회 골든티켓어워즈 티켓파워부문 뮤지컬 여자배우상

### 가요 프로그램 1위
| 연도            | 수상 내역 (총 3회) |
| --------------- | --- |
| 2003년 (총 3회) | - 난 (총 3회) - 6월 27일 KMTV 《쇼 뮤직탱크》 1위 - 7월 4일 KMTV 《쇼 뮤직탱크》1위 (2주 연속) - 7월 11일 KMTV 《쇼 뮤직탱크》1위 (3주 연속) |

## 가족 관계
- 어머니 : 최숙주 (1950년 ~ )

## 같이 보기
- 핑클
- 이효리
- 이진
- 성유리
- 한헤라